# Троицкая церковь (Чашниково)
Церковь Пресвятой Троицы — православный храм Сергиево-Посадской епархии Русской православной церкви. Расположен в деревне Чашниково городского округа Химки Московской области.

## История
Церковь в селе Чашниково впервые упоминается в документах Архива Министерства юстиции под 1585 годом, как «каменная о пяти верхах», но судя по ряду архитектурных черт, была построена ранее, ближе к началу XVI века. В документах того времени указано, что село Чашниково на реке Албе принадлежало боярину Никите Романовичу Юрьеву.
В 1688 году владельцем Чашникова стал Лев Кириллович Нарышкин, дядя Петра I.

При Нарышкиных в конце XVII века обветшавшая церковь реконструируется, ей придаются черты «московского», или «нарышкинского» барокко. Надстраиваются стены основного объёма и малые барабаны, пристраиваются приделы и паперть. Старая звонница разобрана, и вместо неё возводится новая небольшая шатровая колокольня с поясом резных узоров в стиле барокко. Сам храм также украшается ложными закомарами с барочными раковинами внутри. Щелевидные проемы заложены, вместо них в стенах прорубаются восьмигранные окна. Ставятся также и новые купола шаровидной формы.

Троицкая церковь — четырёхстолпная, крестовокупольного типа, была покрыта тёсом, а главы черепицей. Над западной стеной возвышалась звонница. Церковь лишена алтарных апсид, что является уникальной для её времени чертой. В 1895 году с западной стороны к церкви по проекту архитектора А. А. Латкова пристраивают отдельную новую кирпичную колокольню, обновляют росписи и переписывают иконы для главного иконостаса. В приделах сохраняются иконостасы середины XIX века.
Кроме церкви, в Чашникове сохранилось ещё одно старинное здание, бывшей церковно-приходской школы, со стенами из красного кирпича и тёмной кровлей. Оно заметно издалека, рядом с голубыми куполами Троицкой церкви.
Фасад двухэтажного здания, обращенный к церкви, был украшен ризалитом. Школа была построена в 1898 году также по проекту А. А. Латкова.

## Духовенство
- Настоятель — священник Александр Кочуров
- Священник Сергий Кирсанов[2]

## Святыни храма
- Икона преподобного Сергия Радонежского с частицей мощей и власами Преподобного.
- Икона Божией Матери «Скоропослушница», написанная и освященная на святой горе Афон.
- Икона великомученика и целителя Пантелеймона, написанная и освященная на святой горе Афон.
- Икона преподобного Алексия человека Божьего.
- Икона святой блаженной Матроны Московской, освященная на мощах святой.
- Икона святой блаженной Ксении Петербуржской, освященная на надгробии святой.
- Икона преподобного Александра Свирского, освященная на мощах святого.
- Икона святителя Спиридона Тримифунтского с частицами облачения святого. Написана на о. Корфу. освящена на мощах Святителя.
- Часть мира (благоуханное жидкое вещество, которое постоянно выделяют мощи святого) от мощей святителя Николая Чудотворца. Хранится в Алтаре.[3]